# Head over Feet
Singles de Alanis Morissette
You Learn
(1996) All I Really Want
(1997)
Head over Feet est le cinquième single tiré de l'album Jagged Little Pill d'Alanis Morissette, sorti en 1995.

## Classements
| Pays                            | Positions |
| ------------------------------- | --------- |
| Allemagne (Media Control AG)    | 73        |
| Australie (ARIA)                | 12        |
| Canada (RPM)                    | 1         |
| États-Unis (Modern Rock Tracks) | 25        |
| Irlande (Irish Singles Chart)   | 11        |
| Nouvelle-Zélande (RMNZ)         | 27        |
| Pays-Bas (Nederlandse Top 40)   | 24        |
| Royaume-Uni (UK Singles Chart)  | 7         |